# Nazionale maschile under 19 di football americano della Germania
La Nazionale di football americano Under-19 della Germania è la selezione maschile di football americano della AFVD, che rappresenta la Germania nelle varie competizioni ufficiali o amichevoli riservate a squadre nazionali Under-19.

## Risultati
Legenda: Grassetto: Risultato migliore, Corsivo: Mancate partecipazioni

## Dettaglio stagioni

### Amichevoli
| Stagione | Vin | Par | Per | Tot | PF | PS | avversaria |
| -------- | --- | --- | --- | --- | -- | -- | ---------- |
| 2015     | 1   | 0   | 0   | 1   | 40 | 0  | Svizzera   |
| Totale   | 1   | 0   | 0   | 1   | 40 | 0  |            |

Fonte: americanfootballitalia.com

### Tornei

#### Campionato mondiale
| Stagione | regular season | regular season | regular season | regular season | regular season | regular season | playoff | playoff | playoff | playoff | playoff | playoff       | playoff    |
|          | Vin            | Par            | Per            | Tot            | PF             | PS             | Vin     | Per     | Tot     | PF      | PS      | risultato     | avversaria |
| -------- | -------------- | -------------- | -------------- | -------------- | -------------- | -------------- | ------- | ------- | ------- | ------- | ------- | ------------- | ---------- |
| 2009     | -              | -              | -              | -              | -              | -              | 2       | 1       | 3       | 73      | 17      | Quinto posto  | Svezia     |
| 2014     | 0              | 0              | 3              | 3              | 27             | 137            | 1       | 0       | 1       | 76      | 0       | Settimo posto | Kuwait     |
| Totale   | 0              | 0              | 3              | 3              | 27             | 137            | 3       | 1       | 4       | 149     | 17      |               |            |

Fonte: americanfootballitalia.com

#### NFL-GJC
| Stagione | regular season | regular season | regular season | regular season | regular season | regular season | playoff | playoff | playoff | playoff | playoff | playoff      | playoff    |
|          | Vin            | Par            | Per            | Tot            | PF             | PS             | Vin     | Per     | Tot     | PF      | PS      | risultato    | avversaria |
| -------- | -------------- | -------------- | -------------- | -------------- | -------------- | -------------- | ------- | ------- | ------- | ------- | ------- | ------------ | ---------- |
| 2006     | 0              | 0              | 4              | 4              | 0              | 63             | 0       | 2       | 2       | 0       | 38      | Quinto posto | Giappone   |
| Totale   | 0              | 0              | 4              | 4              | 0              | 63             | 0       | 2       | 2       | 0       | 38      |              |            |

Fonte: americanfootballitalia.com

#### Campionato europeo

##### Europeo ante 2022

###### Fase finale
| Stagione | regular season | regular season | regular season | regular season | regular season | regular season | playoff | playoff | playoff | playoff | playoff | playoff       | playoff    |
|          | Vin            | Par            | Per            | Tot            | PF             | PS             | Vin     | Per     | Tot     | PF      | PS      | risultato     | avversaria |
| -------- | -------------- | -------------- | -------------- | -------------- | -------------- | -------------- | ------- | ------- | ------- | ------- | ------- | ------------- | ---------- |
| 1994     | 3              | 0              | 0              | 3              | 164            | 6              | 0       | 1       | 1       | 17      | 36      | Secondo posto | Finlandia  |
| 1996     | 1              | 0              | 1              | 2              | 36             | 14             | 1       | 0       | 1       | 41      | 14      | Terzo posto   | Spagna     |
| 1998     | 2              | 0              | 0              | 2              | 53             | 0              | 1       | 0       | 1       | 26      | 8       | Campioni      | Francia    |
| 2000     | 2              | 0              | 0              | 2              | 101            | 13             | 1       | 0       | 1       | 19      | 0       | Campioni      | Russia     |
| 2002     | 2              | 0              | 0              | 2              | 48             | 13             | 0       | 1       | 1       | 20      | 26      | Secondo posto | Russia     |
| 2004     | 3              | 0              | 0              | 3              | 72             | 35             | 0       | 1       | 1       | 14      | 17      | Secondo posto | Francia    |
| 2006     | 3              | 0              | 0              | 3              | 128            | 33             | 0       | 1       | 1       | 21      | 28      | Secondo posto | Francia    |
| 2008     | 3              | 0              | 0              | 3              | 61             | 14             | 1       | 0       | 1       | 9       | 6       | Campioni      | Svezia     |
| 2011     | 1              | 0              | 1              | 2              | 19             | 21             | 0       | 1       | 1       | 14      | 21      | Quarto posto  | Svezia     |
| 2013     | -              | -              | -              | -              | -              | -              | 1       | 1       | 2       | 54      | 46      | Terzo posto   | Danimarca  |
| 2015     | -              | -              | -              | -              | -              | -              | 1       | 1       | 2       | 57      | 36      | Secondo posto | Austria    |
| 2017     | -              | -              | -              | -              | -              | -              | 1       | 1       | 2       | 50      | 7       | Terzo posto   | Italia     |
| Totale   | 20             | 0              | 2              | 22             | 682            | 149            | 7       | 8       | 15      | 342     | 245     |               |            |

Fonte: americanfootballitalia.com

###### Qualificazioni
| Stagione | regular season | regular season | regular season | regular season | regular season | regular season | playoff | playoff | playoff | playoff | playoff | playoff   | playoff    |
|          | Vin            | Par            | Per            | Tot            | PF             | PS             | Vin     | Per     | Tot     | PF      | PS      | risultato | avversaria |
| -------- | -------------- | -------------- | -------------- | -------------- | -------------- | -------------- | ------- | ------- | ------- | ------- | ------- | --------- | ---------- |
| 2017     | -              | -              | -              | -              | -              | -              | 2       | 0       | 2       | 94      | 0       |           | Spagna     |
| Totale   | -              | -              | -              | -              | -              | -              | 2       | 0       | 2       | 94      | 0       |           |            |

Fonte: americanfootballitalia.com

##### Europeo B
| Stagione | regular season | regular season | regular season | regular season | regular season | regular season | playoff | playoff | playoff | playoff | playoff | playoff   | playoff    |
|          | Vin            | Par            | Per            | Tot            | PF             | PS             | Vin     | Per     | Tot     | PF      | PS      | risultato | avversaria |
| -------- | -------------- | -------------- | -------------- | -------------- | -------------- | -------------- | ------- | ------- | ------- | ------- | ------- | --------- | ---------- |
| 2023     | -              | -              | -              | -              | -              | -              | 1       | 1       | 2       | 69      | 24      | Campioni  | Italia     |
| Totale   | -              | -              | -              | -              | -              | -              | 1       | 1       | 2       | 69      | 24      |           |            |

Fonte: americanfootballitalia.com

##### Europeo C
| Stagione | regular season | regular season | regular season | regular season | regular season | regular season | playoff | playoff | playoff | playoff | playoff | playoff   | playoff    |
|          | Vin            | Par            | Per            | Tot            | PF             | PS             | Vin     | Per     | Tot     | PF      | PS      | risultato | avversaria |
| -------- | -------------- | -------------- | -------------- | -------------- | -------------- | -------------- | ------- | ------- | ------- | ------- | ------- | --------- | ---------- |
| 2022     | 2              | 0              | 0              | 2              | 125            | 9              | -       | -       | -       | -       | -       | Campioni  | -          |
| Totale   | 2              | 0              | 0              | 2              | 125            | 9              | -       | -       | -       | -       | -       |           |            |

Fonte: americanfootballitalia.com

### Riepilogo partite disputate
| Anno              | Luogo             | Evento     | Fase del torneo             | Incontro                    | Risultato |
| 1994              | Berlino           | Europeo    | Girone                      | Germania - Spagna           | 72 - 0    |
| 1994              | Berlino           | Europeo    | Girone                      | Germania Svizzera           | 56 - 0    |
| 1994              | Berlino           | Europeo    | Girone                      | Germania - Italia           | 36 - 6    |
| 1994              | Berlino           | Europeo    | Finale                      | Finlandia Germania          | 37 - 16   |
| 1996              | Germania          | Europeo    | Girone                      | Germania Svizzera           | 23 - 0    |
| 1996              | Germania          | Europeo    | Girone                      | Germania - Svezia           | 13 - 14   |
| 1996              | Germania          | Europeo    | Finale 3º - 4º posto        | Germania Spagna             | 41 - 14   |
| 1998              | Germania          | Europeo    | Girone                      | Russia - Germania           | 0 - 17    |
| 1998              | Germania          | Europeo    | Girone                      | Germania - Svizzera         | 36 - 0    |
| 1998              | Germania          | Europeo    | Finale                      | Germania - Francia          | 26 - 8    |
| 2000              | Berlino           | Europeo    | Girone                      | Germania - Finlandia        | 48 - 6    |
| 2000              | Berlino           | Europeo    | Girone                      | Germania - Gran Bretagna    | 53 - 7    |
| 2000              | Berlino           | Europeo    | Finale                      | Germania - Russia           | 19 - 0    |
| 2002              | Cumbernauld       | Europeo    | Girone                      | Germania - Francia          | 14 - 7    |
| 2002              | Cumbernauld       | Europeo    | Girone                      | Gran Bretagna - Germania    | 6 - 34    |
| 2002              | Cumbernauld       | Europeo    | Finale                      | Russia - Germania           | 26 - 20   |
| 2004              | Mosca             | Europeo    | Girone                      | Germania - Svezia           | 31 - 21   |
| 2004              | Mosca             | Europeo    | Girone                      | Finlandia - Germania        | 0 - 20    |
| 2004              | Mosca             | Europeo    | Girone                      | Germania - Austria          | 21 - 14   |
| 2004              | Mosca             | Europeo    | Finale                      | Francia - Germania          | 17 - 14   |
| 2006              | Detroit           | NFL-GJC    | Girone                      | Stati Uniti - Germania      | 7 - 0     |
| 2006              | Detroit           | NFL-GJC    | Girone                      | Messico - Germania          | 28 - 0    |
| 2006              | Detroit           | NFL-GJC    | Girone                      | Giappone - Germania         | 7 - 0     |
| 2006              | Detroit           | NFL-GJC    | Girone                      | Canada - Germania           | 21 - 0    |
| 2006              | Detroit           | NFL-GJC    | Playoff 3º - 5º posto       | Messico - Germania          | 28 - 0    |
| 2006              | Detroit           | NFL-GJC    | Playoff 3º - 5º posto       | Giappone - Francia          | 10 - 0    |
| 2006              | Stoccolma         | Europeo    | Girone                      | Germania - Rep. Ceca        | 56 - 0    |
| 2006              | Stoccolma         | Europeo    | Girone                      | Danimarca - Germania        | 12 - 47   |
| 2006              | Stoccolma         | Europeo    | Girone                      | Germania - Austria          | 25 - 21   |
| 2006              | Stoccolma         | Europeo    | Finale                      | Germania - Francia          | 21 - 28   |
| 13 luglio 2008    | Siviglia          | Europeo    | Girone                      | Germania - Finlandia        | 34 - 7    |
| 15 luglio 2008    | Siviglia          | Europeo    | Girone                      | Danimarca - Germania        | 7 - 20    |
| 17 luglio 2008    | Siviglia          | Europeo    | Girone                      | Germania - Austria          | 7 - 0     |
| 20 luglio 2008    | Siviglia          | Europeo    | Finale                      | Svezia - Germania           | 6 - 9     |
| 27 giugno 2009    | Canton            | Mondiale   | Quarti di finale            | Giappone - Germania         | 10 - 7    |
| 1º luglio 2009    | Canton            | Mondiale   | Primo turno di consolazione | Nuova Zelanda - Germania    | 7 - 52    |
| 4 luglio 2009     | Canton            | Mondiale   | Finale 5º - 6º posto        | Germania - Svezia           | 14 - 0    |
| 28 agosto 2011    | Siviglia          | Europeo    | Girone                      | Germania - Austria          | 7 - 14    |
| 1º settembre 2011 | Siviglia          | Europeo    | Girone                      | Danimarca - Germania        | 7 - 12    |
| 3 settembre 2011  | Siviglia          | Europeo    | Finale 3º - 4º posto        | Germania - Svezia           | 14 - 21   |
| 23 agosto 2013    | Düsseldorf        | Europeo    | Semifinale                  | Germania - Austria          | 6 - 28    |
| 25 agosto 2013    | Colonia           | Europeo    | Finale                      | Germania - Danimarca        | 48 - 18   |
| 7 luglio 2014     | Madinat al-Kuwait | Mondiale   | Girone                      | Germania Giappone           | 20 - 48   |
| 10 luglio 2014    | Madinat al-Kuwait | Mondiale   | Girone                      | Germania - Stati Uniti      | 0 - 54    |
| 13 luglio 2014    | Madinat al-Kuwait | Mondiale   | Girone                      | Messico - Germania          | 35 - 7    |
| 15 luglio 2014    | Madinat al-Kuwait | Mondiale   | Finale 7º - 8º posto        | Kuwait - Germania           | 0 - 76    |
| 2015              | Stoccarda         | Amichevole |                             | Germania - Svizzera         | 40 - 0    |
| 25 giugno 2015    | Dresda            | Europeo    | Semifinale                  | Germania - Francia          | 35 - 6    |
| 27 giugno 2015    | Dresda            | Europeo    | Finale                      | Austria - Germania          | 30 - 22   |
| 2 giugno 2017     | Almere            | Europeo    | Qualificazioni              | Germania - Svizzera         | 51 - 0    |
| 4 giugno 2017     | Almere            | Europeo    | Qualificazioni              | Germania - Spagna           | 43 - 0    |
| 14 luglio 2017    | Villepinte        | Europeo    | Semifinale                  | Germania - Francia          | 0 - 7     |
| 16 luglio 2017    | Villepinte        | Europeo    | Finale 3º - 4º posto        | Germania - Italia           | 50 - 0    |
| 6 luglio 2022     | Praga             | Europeo C  | Girone                      | Rep. Ceca - Germania        | 0 - 47    |
| 9 luglio 2022     | Praga             | Europeo C  | Girone                      | Germania - Svizzera         | 78 - 9    |
| 9 aprile 2023     | Talence           | Europeo B  | Semifinale                  | Francia - Germania          | 12 - 28   |
| 17 settembre 2023 | Schwäbisch Hall   | Europeo B  | Finale                      | Germania - Italia           | 41 - 12   |
| 19 aprile 2025    | Neu-Ulm           | Europeo B  | Semifinale                  | Germania U-19 - Italia U-19 | 55 - 0    |

## Confronti con le altre Nazionali
Questi sono i saldi della Germania nei confronti delle Nazionali incontrate.

### Saldo positivo
| Nazionale     | Giocate | Vinte | Pareggiate | Perse | PF  | PS | Ultima vittoria | Ultimo pari | Ultima sconfitta |
| ------------- | ------- | ----- | ---------- | ----- | --- | -- | --------------- | ----------- | ---------------- |
| Svizzera      | 6       | 6     | 0          | 0     | 284 | 9  | 2022            | -           | -                |
| Danimarca     | 4       | 4     | 0          | 0     | 127 | 44 | 2013            | -           | -                |
| Spagna        | 3       | 3     | 0          | 0     | 156 | 14 | 2017            | -           | -                |
| Italia        | 3       | 3     | 0          | 0     | 127 | 18 | 2023            | -           | -                |
| Rep. Ceca     | 2       | 2     | 0          | 0     | 103 | 0  | 2022            | -           | -                |
| Gran Bretagna | 2       | 2     | 0          | 0     | 87  | 13 | 2002            | -           | -                |
| Kuwait        | 1       | 1     | 0          | 0     | 76  | 0  | 2014            | -           | -                |
| Nuova Zelanda | 1       | 1     | 0          | 0     | 52  | 7  | 2009            | -           | -                |
| Finlandia     | 4       | 3     | 0          | 1     | 118 | 50 | 2008            | -           | 1994             |
| Russia        | 3       | 2     | 0          | 1     | 56  | 26 | 2000            | -           | 2002             |
| Svezia        | 5       | 3     | 0          | 2     | 81  | 62 | 2009            | -           | 2011             |
| Francia       | 7       | 4     | 0          | 3     | 128 | 85 | 2023            | -           | 2017             |

### Saldo in pareggio
| Nazionale | Giocate | Vinte | Pareggiate | Perse | PF | PS  | Ultima vittoria | Ultimo pari | Ultima sconfitta |
| --------- | ------- | ----- | ---------- | ----- | -- | --- | --------------- | ----------- | ---------------- |
| Austria   | 6       | 3     | 0          | 3     | 88 | 107 | 2008            | -           | 2015             |

### Saldo negativo
| Nazionale   | Giocate | Vinte | Pareggiate | Perse | PF | PS | Ultima vittoria | Ultimo pari | Ultima sconfitta |
| ----------- | ------- | ----- | ---------- | ----- | -- | -- | --------------- | ----------- | ---------------- |
| Canada      | 1       | 0     | 0          | 1     | 0  | 21 | -               | -           | 2006             |
| Stati Uniti | 2       | 0     | 0          | 2     | 0  | 61 | -               | -           | 2006             |
| Messico     | 3       | 0     | 0          | 3     | 7  | 91 | -               | -           | 2014             |
| Giappone    | 4       | 0     | 0          | 4     | 27 | 75 | -               | -           | 2014             |

## Roster storici
| Roster della Germania - Europeo Under-19 2011 |
| --- |
| Quarterback - Manuel Engelmann - Benjamin Mentges Running Back - Nicolai Alter - Emanuel Ampofo - Sven Bordihn - Stacey Bryant - Jacob Strobl Wide Receiver - Sebastian Dietrich - Erich Heinz - Paul Köhler - Laurents Mohr - Jean-Claude Madin-Cerezo - Eric Nzeocha Tight End - David Merkl - Maximilian Reuter Offensive Linemen - Robin Fensch - Fabian Höller - Dominik Klein - David Landwehr - Andreas Maier - Ron Masnytzia - Tim Stein - Wonke Garrit Defensive Linemen - Harry Kojo Arthur - Simon Butsch - Jan-Niclas Dalbeck - Marc-Anthony Hor - Güzel Okan - Igor Pelowski - Marcel Riep - Sebastian Wilde Linebacker - Mark Kimpel - Marc Anthony Meidinger - Flamur Reka - Joshua Schlotman - Marcel Schmitt Defensive Back - Alexandr Astahin - Benjamin Barnes - Myron de Vane - Marvin Ehimare - Jonas Forster - Marcel Gaal - Kevin Kus - Arthur Maruhn - Benedikt Saalfrank Special Team Roster aggiornato al 2 aprile 2025 |

| Roster della Germania - Semifinale Europeo B Under-19 2025 |
| --- |
| Quarterback - 2 Lennart Thoma - 9 Nico Nussmann Running Back - 8 Ole Wohlfahrt - 20 Elias de Oliveira - 22 Ismael Calatayud Morejon - 25 Marc Antonio Hernandez Fernandez - 27 Philipp Neblik Wide Receiver - 12 Carlos Speidel - 18 Philipp Eichhorn - 23 Ijoma Shortman - 36 Noah Stark - 80 Tyler Matthießen Tight End - 30 Oscar Balzer - 87 Yannick Guthy Offensive Linemen - 53 Janik Strauß - 55 Aik Peitz - 58 Kevin Gerner - 65 Alan Czerniak - 66 Leon Hauber - 69 Tyler Csiza - 72 Leo Keuntje - 73 Annas Alameh Defensive Linemen - 6 Marvin Nguetsop - 11 Lukas dal Ben - 17 Miłoš Scholze - 40 Neo Stölken - 90 Maxemilian Ulbrich - 94 Ansgar von Halen - 96 Christ-Roy Djramedo - 99 Benedikt Imme Linebacker - 4 Simon Dittler - 7 Hamza Mujkic - 14 Carl Kloft - 33 Johannes Klein - 37 Willi Ziebart - 42 Moritz Hänsch Defensive Back - 3 Jacob Brandl - 21 Simon Voß - 24 Janik Bergmann - 26 Lewin Tauberschmidt - 28 Jannis Schmitt - 31 Anton Stein - 32 Kassim Damiche - 46 Tim Hoffmann Special Team - 13 Leo Brandl Roster aggiornato al 22 aprile 2025 |